# 주삭
주삭(朱鑠, ? ~ ?)은 후한 말기 ~ 조위의 관료로, 자는 언재(彦才)이며 초군 사람이다.

## 행적
문제가 즉위하기 전부터 신임을 받아, 사마의·진군·오질과 함께 사우(四友)라고 불렸다.
황초 5년(224년), 중령군(中領軍) 주삭은 문제의 배려로 오질·조진 등과 함께 연회를 크게 벌여 즐겼다. 한편 조진은 뚱뚱하고 주삭은 비쩍 말랐었는데, 오질이 조진을 놀릴 요량으로 광대를 불러 살에 대한 이야기를 풀게 하였다.
멋쩍어진 조진은 오질에게 이를 항의하였는데, 동석한 조홍·왕충은 도리어 조진에게 살을 빼라고 이야기하였다. 조진이 더욱 성을 내니 오질은 칼을 만지며 조진을 도발하였다. 주삭은 오질을 꾸짖으며 일을 수습하려 하였는데, 오질은 이번에는 주삭을 비난하였다. 본래 성미가 급했던 주삭은 분을 참지 못한 나머지 칼을 뽑아 바닥을 내리찍었고, 결국 연회는 파하고 말았다.
주삭이 죽었을 때 관원들은 장례를 치르는 동안 관을 벗고 베로 이마를 가려 조상하였는데, 훗날 장제는 이를 예법에 어긋난 것이라고 주장하였다.

## 출전
- 저자 미상, 《오질별전》(吳質別傳) [진수, 《삼국지》 권21 위서21 왕위이유전 배송지주에 인용]
- 두우, 《통전》
  - 권81 예41 흉례3
  - 권83 예43 흉례5